# Dušan Taragel
Dušan Taragel (* 29. září 1961, Bratislava) je slovenský prozaik, scenárista a publicista.

## Životopis
Studoval na středním odborném chemickém učilišti a poté na Filozofické fakultě Univerzity Komenského v Bratislavě. Pracoval jako strojník ve Vodárnách a kanalizacích, jako hudební redaktor Československého rozhlasu, v současné době pracuje v reklamní agentuře a externě vyučuje na Fakultě multimediálních komunikací na Univerzitě Tomáše Bati ve Zlíně.

## Tvorba
Svoje krátké prózy začal Taragel publikovat v různých časopisech už v osmdesátých letech. Ve své tvorbě paroduje kritický i socialistický realismus, inspiruje se tzv. brakovou literaturou (erotická, špionážní), vykresluje absurdity světa a touhy jednotlivců.

## Dílo
- Seznam děl v Souborném katalogu ČR, jejichž autorem nebo tématem je Dušan Taragel
- 1994 – Baščovanský a zať - filmový scénář
- 1997 – Pohádky pro neposlušné děti a jejich starostlivé rodiče - (Rozprávky pre neposlušné deti a ich starostlivých rodičov), sbírka parodických pohádek
- 1999 – Sekerou a nožom - sbírka povídek (spoluautor Peter Pišťanek)
- 2002 – Roger Krowiak - komiks (12 spoluautorů)
- 2005 – Sex po slovensky - sbírka povídek